# Verband Deutscher Kühlhäuser und Kühllogistikunternehmen
Der Verband Deutscher Kühlhäuser und Kühllogistikunternehmen e.V. (VDKL) ist ein Wirtschaftsverband für Lebensmittelunternehmen rund um die temperaturgeführte Lagerung, Distribution und Logistik von Tiefkühlkost und Frischewaren.

## Mitglieder
Zu den Mitgliedern gehören Logistikdienstleister, Industrie- und Handelsunternehmen sowie Zulieferbetriebe. Im Bereich gewerblicher Tiefkühlhäuser deckt der Verband mit seinen Mitgliedern über 80 % des gesamten deutschen Marktes ab.

## Zentrale Aufgaben und Ziele
Der VDKL bietet den Mitgliedern verschiedene Leistungen. Dazu gehören u. a.
- Aktive Vertretung der Mitglieder-Interessen gegenüber Regierungsstellen und Behörden auf nationaler und europäischer Ebene
- Energie-Management
- Bereitstellung besonderer Strompreiskonditionen über einen gemeinschaftlichen Stromeinkauf (VDKL-Strompool)
- Angebot von Kühlgut- und Kühlguthaftpflichtversicherung u. a. (VDKL-Versicherungs-Gemeinschaft)
- Beratung zu kühlhausspezifischen Fragestellungen

Gegründet wurde der Verband Ende der 1920er Jahre, den Vorsitz übernahm Anton Linde, Köln. Einer der Hauptanlässe für die Gründung war die Einführung einheitlicher Geschäftsbedingungen für Kühlhäuser.

## Strompool
Der VDKL-Strompool setzt an den spezifischen Eigenschaften des Strommarktes an:
- Einkäufe werden direkt an der Strombörse getätigt
- Im direkten Hinblick auf die aktuellen Preisentwicklungen, immer dann, wenn es besonders günstig ist
- In strukturierten Teilmengen des Gesamtbedarfs

Heute betreut der VDKL-Strompool ein Energie- und Einkaufsvolumen von über einer Milliarde kWh, also eine Terawattstunde (TWh).
Die organisatorische Betreuung des VDKL-Strompools und der Energieeinkauf an der Strombörse erfolgen seit 1999 über den Energieberater EnergyLink AG.

## Europäischer Kühlhaus-Verband ECSLA
Über 80 % aller gesetzlichen Regelungen, die den Lebensmittelbereich betreffen, kommen aus Brüssel. Verabschiedet oder ändert die Europäische Kommission z. B. eine EG-Verordnung, dann gilt diese auch unmittelbar in den Mitgliedsstaaten. Eine nationale Umsetzung ist nicht mehr erforderlich.
Der VDKL informiert Mitglieder über alle wesentlichen Entwicklungen auf EG-Ebene und ist u. a. Mitglied in der Europäischen Vereinigung der Kühlhaus- und Logistikunternehmen ECSLA (European Cold Storage and Logistics Association). ECSLA ist ein Zusammenschluss von 10 nationalen Verbänden in Europa, die insgesamt über 850 Kühlhäuser und Kühllogistikunternehmen vertreten. Zusammen mit ECSLA vertritt der VDKL die Interessen der Mitglieder insbesondere gegenüber der Europäischen Kommission, dem Europäischen Parlament und anderen Institutionen der Europäischen Union. Gegründet wurde der europäische Kühlhaus-Verband 1953.

## Historie Deutscher Kühlhäuser
- 1874: Carl von Linde (1842–1934), Industrieller und Professor für theoretische Maschinenlehre am Polytechnikum – später Technische Universität – München erfindet die erste für den Dauerbetrieb taugliche Kältemaschine mit Ammoniakverflüssigung durch Kompression. Auf dem Höhepunkt der ersten industriellen Revolution werden zeitnah auch der Otto-Motor und das Bell-Telefon erfunden.

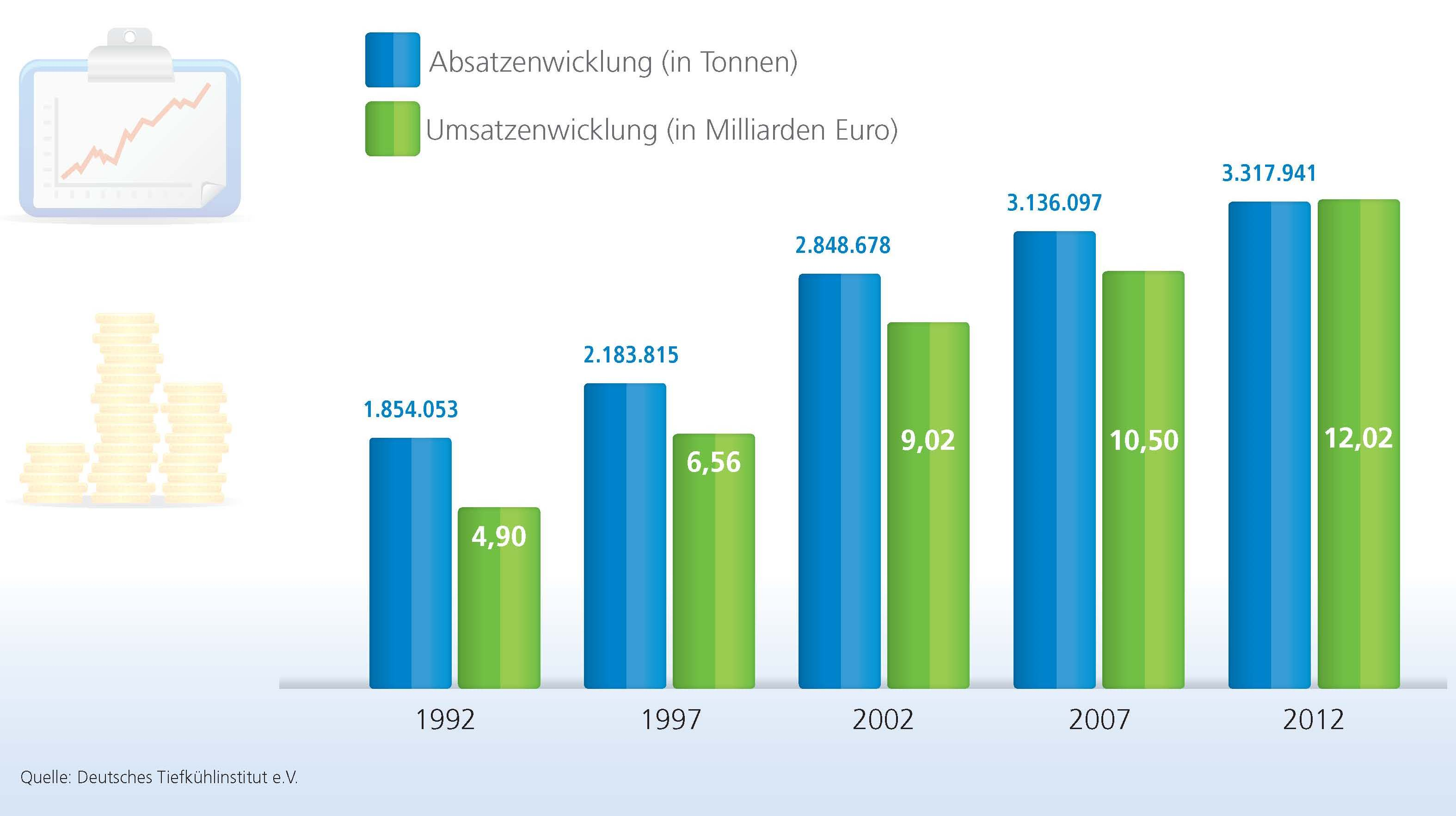
Absatz-/Umsatzentwicklung Tiefkühlkostmarkt in Deutschland 1992–2012

- 1880: Die Gesellschaft für Lindes Eismaschinen errichtet in Elberfeld-Barmen ihre erste Eisfabrik. In dieser Zwischenstufe zwischen den Eishäusern und gewerblichen Kühlhäusern wird Stangeneis zur Kühlung von Lebensmitteln hergestellt.
- 1892: In Hamburg nimmt unter dem Namen Kühlhaus und Kristalleis-Fabrik das erste gewerbliche Kühlhaus Deutschlands – zwei Etagen, 15.000 m² – seinen Betrieb auf
- 1935: In Deutschland existieren 43 Kühlhäuser mit einer Gesamtkapazität von 207.000 m², was ungefähr 621.000 m³ entspricht.
- Durch den Zweiten Weltkrieg wurde ca. ein Viertel der Kühlhauskapazitäten unbrauchbar. Gleichzeitig waren die Nahrungsmittelvorräte ohnehin so gering, dass der verbliebene Raum kaum genutzt worden wäre, wenn ihn nicht die Besatzungsmächte in Anspruch genommen hätten.
- 1950: In der DDR existieren nach der Enteignung der Kühlhausbetriebe und deren Umwandlung in „Volkseigentum“ ca. 15 Kühlhäuser mit einer Kapazität von ca. 300.000 m³. Zur Wende boten insgesamt 42 Kühlhäuser eine Lagerkapazität von 1,5 Mio. m³, wovon allerdings 30 % reparaturbedürftig und nicht nutzbar waren.
- 1954: Professor Rudolf Plank (1886–1973) gibt das Handbuch der Kältetechnik heraus, das noch heute zu den grundlegenden Werken der Thermodynamik zählt.
- 1955: Aus den USA erreicht der Trend zur Tiefkühlkost zunächst zaghaft auch Deutschland. Damit verbunden sind spezifische Anforderungen an Kühlhäuser, z. B. die Garantie einer Lagertemperatur von mindestens −18 °C.
- Seit den 1960er und 1970er Jahren entwickeln sich der Bedarf an Tiefkühlkost und damit die Kühlhaus-Kapazitäten kontinuierlich nach oben. Treiber sind u. a. Tiefkühlkost, Eiskrem und sonstige Convenience-Produkte.